# 2524 Budovicium
2524 Budovicium eller 1981 QB1 är en asteroid i huvudbältet som upptäcktes den 28 augusti 1981 av den tjeckiske astronomen Zdeňka Vávrová vid Kleť-observatoriet. Den är uppkallad efter den tjeckiska staden České Budějovice.
Asteroiden har en diameter på ungefär 32 kilometer och den tillhör asteroidgruppen Themis.